# Aribert (arcybiskup Mediolanu)

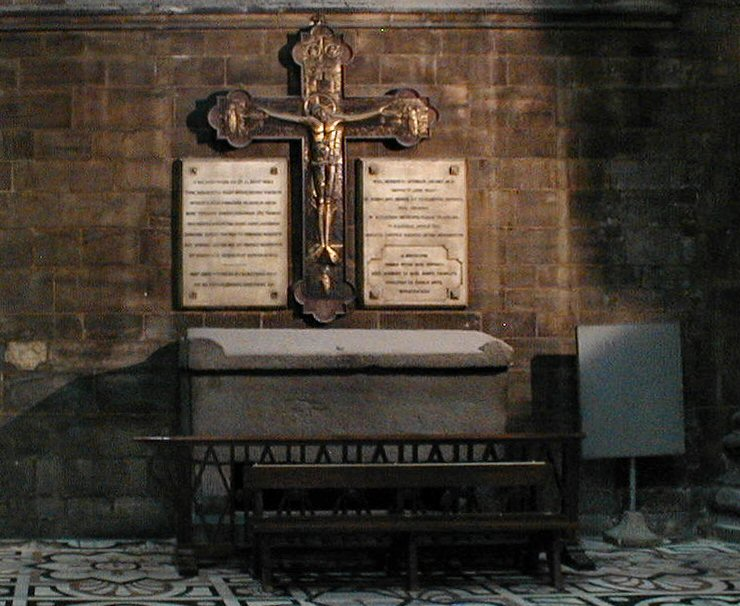
Grobowiec Ariberta w Mediolańskiej Katedrze.

Aribert, arcybiskup Mediolanu, Ariberto d'Intimiano (ur. ok. 970, zm. 16 stycznia 1045 w Monzy) – arcybiskup Mediolanu od 1018 roku. Sojusznik cesarza Henryka II przeciwko Arduinowi z Ivrei. Obrońca prestiżu diecezji mediolańskiej.
W 1022 roku stanął w obronie ślubu kościelnego podczas synodu w Pawii zakazującego wchodzenia w związki z wolnymi kobietami chłopom kościelnym (clerici servi). Celem tego edyktu było zabezpieczenie przed utratą siły roboczej na dobrach kościelnych. Według Landolfa Starszego miał poślubić niejaką Usserię oraz wyrażał aprobatę zawieraniu małżeństw przez kleryków. Wspierał – zobowiązując je do wdzięczności – klasztory Św. Wincentego, Św. Dionizego i inne (podlegały one jego bezpośredniej kontroli przy przyzwoleniu papieży z rodu tuskulańskiego.
Aribert w czerwcu 1025 wraz z innymi biskupami północnych Włoch udał się do Konstancji celem złożenia hołdu lennego cesarzowi Konradowi II. Tam – w zamian za osiągnięte przywileje – zobowiązał się koronować Konrada II Żelazną Koroną Lombardii, co uczynił 26 marca 1026 w Mediolanie. Rok później odbył podróż do Rzymu by uczestniczyć 26 marca 1027 w koronacji Konrada II na cesarza rzymskiego przez papieża Jana XIX. W trakcie przenosin Konrada II z siedziby laterańskiej do Watykanu po prawicy cesarskiej – w miejscu tradycyjnie przysługującym arcybiskupowi Mediolanu – ustawił się prałat Rawenny. Aribert w obawie o utratę pozycji i osobistych korzyści z niej wynikających wdał się w utarczkę słowną z arcybiskupem Rawenny i nie uspokoił się pomimo wstawiennictwa cesarza. Dla podkreślenia własnego znaczenia około 1027 przeniósł relikwie Giovanniego Bono uważanego za ostatniego biskupa Mediolanu, który schronił się w Genui po inwazji Longobardów – gest ten miał przypominać o prawach Mediolanu do posiadłości w Ligurii, gdzie Kościół w Genui zgłaszał aspiracje do autonomii (kilka lat wcześniej z podobnych motywów zabroniono biskupowi Pawii niesienia w górze krzyża na procesji zorganizowanej podczas zgromadzenia świeckich i kościelnych możnowładców, wyrażającego poparcie dla Henryka II.
Po cesarskiej koronacji przyłączył się w 1034 roku do wyprawy wojennej Konrada II przeciwko Burgundii. Udział w niej nie przyniósł mu jednak spodziewanych korzyści w postaci wzrostu władzy. Po powrocie z wyprawy Aribert stanął w obliczu napięć społecznych z powodu sporów, które przeciwstawiły sobie wielką szlachtę i drobnych wasali (valvassores), którzy domagali się również dla swoich dóbr praw dziedziczenia – takich, jakie wielcy wasale otrzymali już począwszy od IX wieku. Po niepowodzeniu mediacji spór stał się otwarty – wyrzuceni z Mediolanu valvassores zgrupowani w tzw. lega della Motta – pokonali w 1036 roku w Campomalo, między Mediolanem a Lodi, oddziały arcybiskupa i wielkiej szlachty. W związku z rozwojem wypadków Aribert przysporzył sobie wrogów wśród drobnych wasali. W 1037 roku cesarz Konrad II dotarł do Mediolanu w charakterze rozjemcy. Jego kontakty z Aribertem pogorszyły się wskutek władzy, w którą urastał arcybiskup. Cesarz wyrzucony z Mediolanu zwołał do Pawii zgromadzenie, aby wysłuchać oskarżeń przeciw Aribertowi. Zaprosił również arcybiskupa, aby ten oczyścił się ze stawianych mu zarzutów. Aribert odmówił podporządkowania własnych działań sądownictwu cesarskiemu (argumentował, że jest cesarskim parem i nie musi ustosunkowywać się wobec zarzutów) i zdołał zbiec przed aresztowaniem (lub jak podają inne źródła został aresztowany i wkrótce zbiegł z niewoli). W Mediolanie stanął na czele powstania wszczętego przez frakcję antycesarską – rozpoczął mobilizację przeciwko spodziewanemu atakowi Konrada II. Przedstawiał siebie jako poręczyciela jedności i autonomii miasta. Cesarz obległ Mediolan i podczas oblężenia wydał Constitutio de feudis – dokument nadający prawo dziedziczenia również dla valvassores. Pomimo tego Mediolanu nie zdobył i skierował się ku Rzymowi, gdzie dzięki dyplomacji doprowadził do izolacji Ariberta od jego uprzednich sojuszników. Papież Benedykt IX w marcu 1038 ekskomunikował arcybiskupa Mediolanu. Broniąc miasta przed cesarzem w 1038 Aribert po raz pierwszy użył carroccio, rydwanu bojowego, który wkrótce stał się symbolem i Mediolanu, i wszystkich miast Toskanii.
W 1039 roku zmarł Konrad II. W 1040 roku w Ingelheim am Rhein Aribert podpisał traktat pokojowy z jego synem i następcą, cesarzem Henrykiem III. Traktat uzgadniał zawieszenie działań wojennych oraz przywrócenie Ariberta do jego rangi.
W 1042 cives – rodzące się mieszczaństwo – pod przewodnictwem Lanzone della Corte (sędziego i notariusza, przedstawiciela drobnej szlachty miejskiej) powstało przeciwko szlachcie i wraz z arcybiskupem Aribertem wyrzuciło ją z miasta. W 1044 uciekinierzy, którzy zwarli swoje szeregi z drobną szlachtą walczącą (milites) z Seprio i z Martesany, mogli powrócić do miasta.
W ostatnich latach życia Aribertowi zdawało się jedynie zależeć na zapewnieniu Kościołowi mediolańskiemu jego ogromnych posiadłości. Pod koniec roku Aribert ciężko zachorował i zmarł 16 stycznia 1045.